# Jana Rabasová
Jana Rabasová (Praga, 22 luglio 1933 – 2008) è stata una ginnasta cecoslovacca, dal 1992 ceca.

## Palmarès

### Olimpiadi
- 1 medaglia:
  - 1 bronzo (Helsinki 1952 a squadre)